# サン・ペドゥロ・チョルラ
サン・ペドゥロ・チョルラ（San Pedro Cholula）は、メキシコのプエブラ州にある自治体。州都のプエブラ都市圏に含まれる。プエブロ・マヒコ選出。

## 気候
6月から9月にかけて雨季にあたる。雨季は暖かく本曇りである。対して乾季は快適で一部曇りである。1日平均の最高気温は乾季では25℃、雨季では22℃ほどである。